# Bertil Lööw
Bertil Lööw (Jönköping, 1924. június 15. – 2012. április 7.) svéd nemzetközi labdarúgó-játékvezető.

## Pályafutása

### Nemzeti játékvezetés
Az I. Liga játékvezetőjeként 1973-ban vonult vissza.

### Nemzetközi játékvezetés
A Svéd labdarúgó-szövetség Játékvezető Bizottsága (JB) terjesztette fel nemzetközi játékvezetőnek, a Nemzetközi Labdarúgó-szövetség (FIFA) 1957-től tartotta nyilván bírói keretében. Több nemzetek közötti válogatott és klubmérkőzést vezetett, vagy működő társának partbíróként segített. A svéd nemzetközi játékvezetők rangsorában, a világbajnokság-Európa-bajnokság sorrendjében többedmagával a 13. helyet foglalja el 4 találkozó szolgálatával. Az aktív nemzetközi játékvezetéstől 1973-ban búcsúzott. Válogatott mérkőzéseinek száma: 19.

#### Labdarúgó-világbajnokság
A világbajnoki döntőhöz vezető úton Svédországba a VI., az 1958-as labdarúgó-világbajnokságra, Angliába a VIII., az 1966-os labdarúgó-világbajnokságra, Mexikóba a IX., az 1970-es labdarúgó-világbajnokságra illetve Nyugat-Németországba a X., az 1974-es labdarúgó-világbajnokságra a FIFA JB bíróként alkalmazta. 1958-ban kifejezetten partbíróként foglalkoztatták. 1966-ban a FIFA JB elvárásának megfelelően, ha nem működött, akkor partjelzőként segítette működő társát. Világbajnokságon válogatott mérkőzéseinek száma: 1 + 3 (partbíró).

##### 1958-as labdarúgó-világbajnokság

###### Világbajnoki mérkőzés
| Időpont          | Helyszín                 | Mérkőzés típusa              | Mérkőzés        | Játékvezető  | Eredmény | Nézők száma |
| ---------------- | ------------------------ | ---------------------------- | --------------- | ------------ | -------- | ----------- |
| 1958. június 11. | Ryavallen Stadion, Borås | csoportmérkőzés (4. csoport) | Brazília–Anglia | Albert Dusch | 0 – 0    | 30 000      |

##### 1966-os labdarúgó-világbajnokság

###### Világbajnoki mérkőzés
| Időpont          | Helyszín                        | Mérkőzés típusa              | Mérkőzés                     | Játékvezető        | Eredmény | Nézők száma |
| ---------------- | ------------------------------- | ---------------------------- | ---------------------------- | ------------------ | -------- | ----------- |
| 1966. július 19. | Wembley Stadion, London         | csoportmérkőzés (A. csoport) | Uruguay–Mexikó               | Bertil Lööw        | 0 – 0    | 61 000      |
| 1966. július 12. | Hillsborough Stadion, Sheffield | csoportmérkőzés (B. csoport) | NSZK–Svájc                   | Hugh Phillips      | 5 – 0    | 36 000      |
| 1966. július 16. | Villa Park Stadion, Birmingham  | csoportmérkőzés (B. csoport) | Argentína–Nyugat-Németország | Konstantin Zečević | 0 – 0    | 51 000      |

##### 1970-es labdarúgó-világbajnokság

###### Selejtező mérkőzés
| Időpont           | Helyszín                | Mérkőzés típusa           | Mérkőzés                | Eredmény | Nézők száma |
| ----------------- | ----------------------- | ------------------------- | ----------------------- | -------- | ----------- |
| 1969. október 15. | Központi Stadion, Kijev | előselejtező (4. csoport) | Szovjetunió–Törökország | 3 – 0    | 71 115      |

##### 1974-es labdarúgó-világbajnokság

###### Selejtező mérkőzés
| Időpont          | Helyszín                           | Mérkőzés típusa           | Mérkőzés           | Eredmény | Nézők száma |
| ---------------- | ---------------------------------- | ------------------------- | ------------------ | -------- | ----------- |
| 1972. július 21. | Olimpiai Stadion Stadion, Helsinki | előselejtező (4. csoport) | Finnország–Albánia | 1 – 0    | 14 310      |

#### Labdarúgó-Európa-bajnokság
Az európai-labdarúgó torna döntőjéhez vezető úton Spanyolországba az II., az 1964-es labdarúgó-Európa-bajnokságra az UEFA JB játékvezetőként foglalkoztatta.

##### 1964-es labdarúgó-Európa-bajnokság

###### Selejtező mérkőzés
| Időpont           | Helyszín                | Mérkőzés típusa       | Mérkőzés                     | Eredmény | Nézők száma |
| ----------------- | ----------------------- | --------------------- | ---------------------------- | -------- | ----------- |
| 1962. október 10. | Śląski Stadion, Chorzów | előselejtező (1. kör) | Lengyelország–Észak-Írország | 0 – 2    | 31 500      |